# لورن گری
لورن گری بیچ (انگلیسی: Loren Gray Beech؛ زادهٔ ۱۹ آوریل ۲۰۰۲) خواننده-ترانه‌پرداز و شخصیت رسانه‌ای آمریکایی است. وی از سال ۲۰۱۵ میلادی تاکنون مشغول فعالیت بوده‌است.